# Volchov (fiume)
Il Volchov (in russo Волхов?) è un fiume della Russia europea, che scorre nelle oblast' di Novgorod e di Leningrado. 
Nasce dal lago Il'men', del quale è l'unico emissario e, dopo aver bagnato con le proprie acque le città di Velikij Novgorod, Kiriši, Volchov e di Staraja Ladoga, si immette nel lago Ladoga. Ha una lunghezza di 224 km, il suo bacino è di 80 200 km². I suoi maggiori affluenti sono: Pčëvža, Oskuja da destra, Kerest' e Tigoda da sinistra.

## Ittiofauna
Il fiume Volchov è il centro della pesca ricreativa nell'oblast' di Novgorod. Sono presenti le seguenti specie: blicca bjoerkna, abramide nano, acerina, aspio, scardola europea, abramide, abramide medio, tinca, bottatrice, pesce persico, pesce siluro, lucioperca, alburno, luccio, e pesci dei generi Misgurnus, Carassius e Rutilus.